# Knut Johannesen
Knut „Kupper'n“ Johannesen (* 6. listopadu 1933 Oslo) je bývalý norský rychlobruslař.
Na mezinárodní scéně se poprvé představil na Mistrovství Evropy 1954 (12. místo), o rok později premiérově startoval na Mistrovství světa (5. místo). První medaile získal v roce 1956, kdy na kontinentálním šampionátu vybojoval stříbro. Zúčastnil se také Zimních olympijských her, odkud si přivezl stříbrnou medaili ze závodu na 10 000 m; dále byl osmý na poloviční distanci a devátý na trati 1500 m. Úspěšnou sezónu prožil i v následujícím roce, kdy zvítězil na Mistrovství světa a obhájil druhé místo na Mistrovství Evropy. Z evropského šampionátu si přivážel cenné kovy také v dalších letech: 1958 bronz, 1959 a 1960 zlato. Startoval na zimní olympiádě 1960, kde vyhrál závod na 10 km, na pětikilometrové trati byl druhý, v závodě na 1500 m desátý a ve sprintu na 500 m dvacátý. Na začátku 60. let se musel obejít bez cenného kovu, naopak pro dvě stříbra si dobruslil na Mistrovství Evropy a světa 1963. V následující olympijské sezóně skončil čtvrtý na evropském šampionátu, ze ZOH 1964 si přivezl zlatou z pětikilometrové a bronzovou medaili z desetikilometrové trati. Svoji sportovní kariéru završil po olympiádě ziskem titulu mistra světa 1964.
V roce 1959 získal cenu Oscara Mathisena.